# مقاطعة غراهام (أريزونا)
مقاطعة غراهام (بالإنجليزية: Graham County)‏ هي إحدى مقاطعات ولاية أريزونا في الولايات المتحدة الأمريكية.

## أعلام
- ملفين جونز